# ナタナエウ・ジ・ソウザ・サントス・ジュニオール
ジュニオール・サントス（Júnior Santos）こと、ナタナエウ・ジ・ソウザ・サントス・ジュニオール（Natanael de Sousa Santos Júnior、1985年12月25日 - ）は、ブラジル・バイーア州モルトゥガーバ出身の元プロサッカー選手。現役時代のポジションはミッドフィールダー（MF）、フォワード（FW）。
Kリーグ時代の登録名はサントス（ハングル: 산토스）。

## 経歴
2010年、韓国・Kリーグの済州ユナイテッドFCに完全移籍し、92試合42ゴール20アシストを記録した。
2013年、韓国・Kリーグクラシックの水原三星ブルーウィングスへ完全移籍した。2014年シーズンにKリーグクラシックで14得点を記録して得点王に輝いた。またKリーグベストイレブンも受賞した。